# أل كامبانا
أل كامبانا (بالإنجليزية: Al Campana)‏ هو لاعب كرة قدم أمريكية أمريكي، ولد في 25 فبراير 1926 في هوبارد في الولايات المتحدة، وتوفي في 7 أبريل 2009.